# 血濃於水 (最後生還者)
《血濃於水》是美國後末日题材電視劇《最後生還者》第一季的第六集。該集由創劇人之一克雷格·麥辛編劇，亚斯米拉·日巴尼奇执导，2023年2月19日在HBO播出。在該集裡，喬爾（佩德羅·帕斯卡飾）與艾莉（貝拉·拉姆齊飾）一路走到杰克逊，並見到喬爾的弟弟湯米（蓋布瑞·盧納飾）和其妻瑪麗亞（露蒂娜·衛斯理飾）。
該集於2021年11月至12月間拍攝。日巴尼奇受到該集的故事吸引，她覺得劇中杰克逊的社區運作能反映她在塞拉耶佛的經歷。劇組用加拿大艾伯塔省的坎莫尔鎮來充當劇中的杰克逊，並在鎮上興建一堵30英尺（9.1）高的圓木圍牆。該集在首播當天吸引780萬名觀眾。劇評人大多給予該集好評，並稱讚編劇、導演和攝影的表現，帕斯卡、拉姆齊、林斯基與盧納的演技也獲得認可。帕斯卡選擇用該集來角逐第75届黄金时段艾美奖的最佳戲劇類影集男主角。

## 劇情
目睹亨利（拉瑪爾·約翰遜飾）舉槍自盡的三個月後，喬爾（佩德羅·帕斯卡飾）與艾莉（貝拉·拉姆齊飾）終於抵達怀俄明州。喬爾持槍闖入住在荒郊野外的馬龍和芙蘿倫斯夫婦（葛拉罕·葛林與伊萊恩·邁爾斯飾）家中，藉著地图問出現在所處的位置。馬龍警告喬爾與艾莉，繼續西行將無比凶險。喬爾意識到弟弟湯米可能已在西方死於非命，因而恐慌發作。
喬爾與艾莉往西邊走，被一群倖存者團團圍住。確認兩人沒有感染蟲草菌後，倖存者頭領瑪麗亞（露蒂娜·衛斯理飾）帶著兩人前往位於杰克逊的一處安全城鎮。喬爾在鎮上與湯米（蓋布瑞·盧納飾）重逢，他與艾莉都被招待以食物、乾淨衣物以及住處。瑪麗亞是湯米的妻子，她幫艾莉理髮時，警告艾莉信人需謹慎，並舉出喬爾的危險過去；艾莉予以反駁，指出湯米的過去也不惶多讓。艾莉也得知喬爾的女兒莎拉死於二十年前。喬爾嘗試說服湯米一起護送艾莉去科羅拉多州；因為瑪麗亞懷有身孕，湯米無法答應。喬爾又一次恐慌發作時，看到人群中的一個女孩，讓他想起莎拉。
之後，喬爾將艾莉對蟲草菌免疫的事情告訴湯米，並情緒化地坦白自己的健康和心理狀況都在衰退。喬爾擔心自己不再有能力保護艾莉，故請求湯米帶著艾莉去找火螢；湯米同意在隔天早上就啟程。艾莉偷聽到兩人的對話，她告訴喬爾，她明白喬爾會害怕是因為莎拉的死，但也承認若喬爾不在身旁只會讓她更害怕。喬爾出現情緒化的反應，向艾莉稱她並不是他的女兒，自己也不是她的父親，表明兩人應該分道揚鑣。喬爾退回自己的房間，並想著莎拉。
隔天早上，喬爾改變了想法，讓艾莉選擇要誰陪她上路，而艾莉二話不說就選了喬爾。兩人共騎一匹馬離開杰克逊，五天後抵達東科羅拉多大學（University of Eastern Colorado）。兩人發現火螢的人已經撤離，一張地圖上有標記指向盐湖城的聖瑪莉醫院（St. Mary's Hospital）。此時一群掠奪者正在接近，喬爾和艾莉嘗試逃離，其中一人襲擊喬爾，喬爾將之殺死，但被半截斷掉的球棒刺傷腹部。之後喬爾和艾莉甩開了追兵，但喬爾不支落馬。艾莉哀求喬爾活下去，若他死了她會陷入絕望。

## 製作

### 構思與編劇
《血濃於水》是電視劇《最後生還者》第一季的第六集，編劇是該劇的創劇者之一克雷格·麥辛，導演是亚斯米拉·日巴尼奇；日巴尼奇是頭一次擔任電視劇的導演。她參與該劇的情報於2021年4月公開。因為曾親身經歷1990年代的塞拉耶佛圍城戰役，日巴尼奇最初是受邀執導該集的前兩集《請握住我的手》和《忍耐，活下去》，那兩集的故事都發生在飽經戰亂的堪薩斯城。然而她對《血濃於水》更感興趣，因為該集呈現了一個正常運作的社會；（19:05）她認為自己能在塞拉耶佛的戰亂中生還的原因是人們的團結力，她想將這點反映在劇中的杰克逊上。日巴尼奇入手了原作遊戲並嘗試遊玩，之後她上YouTube觀看遊戲影片，把《血濃於水》在遊戲中的對應片段看了無數次。遊戲玩家們告訴她，他們希望電視劇能擁有遊戲的「情感和氛圍」，而她也努力去實現。
麥辛與另一名創劇者尼尔·德鲁克曼表示，繼上一集的創傷性結局後，他們想用《血濃於水》的開場讓觀眾舒緩一下，同時呈現喬爾與艾莉之間關係的進展（5:25）。喬爾在劇中提到他在夢醒後有種失去某物的感覺，這個部分是由其演員佩德羅·帕斯卡所提議（33:29）。對於該集中喬爾與艾莉爭執的片段，麥辛希望能在舞台調度和布景設計方面照搬原作遊戲，因為遊戲裡的對應片段讓他印象深刻（36:56）；他還稱之為遊戲的名場面之一（3:53）。喬爾在該集末尾受的傷與原作遊戲不同，遊戲裡他是在從陽台墜落時被鋼筋刺傷，劇中則是被掠奪者所傷。麥辛稱這是因為該劇更追求寫實，尤其是在刻劃暴力對角色的傷害時。（47:36）莎拉的閃回片段和瑪麗亞的懷孕都是原作遊戲沒有出現的。
杰克逊在原作遊戲第一集中並未出現；遊戲裡湯米與瑪麗亞出場時是在杰克逊附近的水坝，因為當時製作團隊缺少打造城鎮的時間和預算。到了遊戲第二集《最后生还者 第II章》（2020年），杰克逊才成了故事的起點。對於電視劇而言，麥辛與德鲁克曼認為讓鏡頭進入城鎮會更有意思。（15:18）艾莉對太空的興趣在《最后生还者 第II章》首度提及。由於本劇比較晚才製作，麥辛很高興能有機會在第一季就提前介紹遊戲第二集的劇情元素。（9:24）喬爾嚮往在牧羊場生活也是引自《最后生还者 第II章》（11:18）。劇中出現一名盯著艾莉看的女孩，其身分暗指是《最后生还者 第II章》的狄娜（17:37）。
該集從原作遊戲的原聲音樂中挑了一首歌來使用——古斯塔沃·桑塔歐拉拉譜寫的All Gone，用意是讓觀眾回想起莎拉的死（25:25）。片尾名單的配樂是流行尖端的歌曲Never Let Me Down Again，由麥辛的女兒潔西卡（Jessica）翻唱；該曲的原版用於第一季第一集《迷失在黑暗之中》。麥辛安排女聲來演唱是為了對應到艾莉這個角色，並為歌曲注入女兒失去父親的意象。麥辛覺得這個部分彷彿是兩個女兒的夢幻合作，潔西卡是他的親生女兒，而艾莉的演員貝拉·拉姆齊對他而言也有如養女一般。（48:54）麥辛讓自己幼時喜歡的電影《再見女郎》（1977年）出現在該集中，因為該片蘊含一個小女孩得到父親角色的故事。麥辛認為藝術作品的存在彰顯了杰克逊是個能運作正常的文明化城鎮。（31:16）

### 選角與角色描寫
2021年12月9日，日巴尼奇在Instagram上公布三名參演演員，分別是葛拉罕·葛林、伊萊恩·邁爾斯與露蒂娜·衛斯理。葛林與邁爾斯飾演電視劇原創角色馬龍和芙蘿倫斯夫婦的消息於2022年8月得到證實。麥辛認為，這對夫妻的關係有呼應到喬爾與艾莉之間關係的一部份，一如劇中的其他角色組合（4:11）。2023年1月9日，衛斯理確定飾演瑪麗亞。衛斯理研究原作遊戲，試圖捕捉瑪麗亞的「本質」，但並不希望徹底複製；她覺得飾演一名有前人鋪路的角色「很令人膽怯」，不過仍想要為之增添自己的精神。衛斯理很欣賞瑪麗亞處變不驚的領袖氣質，並注意到她是那種只用眼神來表示微笑的人；衛斯理覺得瑪麗亞因為當過地方檢察官，自然而然就當上領導人物。衛斯理認為瑪麗亞不自覺地像個母親一樣接近艾莉，有一部分是因為她懷孕了。湯米的演員蓋布瑞·盧納稱，瑪麗亞吸引湯米之處在於她的「慈悲心與堅強」。對於該集的湯米，盧納認為湯米已決定要讓自己的人生繼續前進，因而對仍未放下莎拉之死的喬爾感到愧疚。

### 拍攝
《最後生還者》第一季於2021年7月至2022年6月間在加拿大艾伯塔省製作。克里斯蒂娜·A·邁爾（Christine A. Maier）擔任該集的攝影指導。劇中的杰克逊實際上是在坎莫尔拍攝，劇組於2021年11月1日至16日在當地進行準備工作，同月15日至19日正式拍攝。帕斯卡、拉姆齊與盧納都在拍片現場，劇組還用上了許多馬匹和約300名臨時演員。考量到拍攝所造成的影響，坎莫尔鎮上的商家大半都有簽合約，劇組每天支付1,000至1,500加元之間的費用。鄰近奧爾茲的柳街農倉（Willow Lane Barn）被劇組用於拍攝一些杰克逊的片段。
美術指導約翰·帕諾（John Paino）希望劇中的杰克逊展現出美國中西部的「自然之美」，與該劇早前數個「水泥」基調的故事地點形成對比。帕諾的團隊在空曠的停車場上搭建溫室和馬棚，並替坎莫尔現有的建築物做細部修飾。30英尺（9.1）高的圓木圍牆蓋在一條主要道路上，有時必須開門以供車流通過。該牆並未完整環繞全鎮，僅從出入口向兩側延伸60英尺（18）。喬爾與湯米在酒吧的對話拍攝於民俗公园历史村中的溫賴特旅店（Wainwright Hotel），帕諾稱之為「符合美國西部鄉村質樸風格的所在」。2021年11月下旬，劇組在皇家山大學與南艾伯塔工業學院（SAIT）拍攝，以兩地充當劇中的東科羅拉多大學（University of Eastern Colorado）。為了營造秋天的感覺，劇組將積雪清除並布置落葉。日巴尼奇負責的拍攝工作於2021年12月9日完成。

## 反響

### 收視表現
該集於2023年2月19日在HBO播出。首播當晚，該集在美國獲得780萬名觀眾收看（涵蓋有線電視和串流平台HBO Max）。在有線電視方面，該集首播當晚有84萬1千人收看，收視率為0.28。2023年2月20日至26日，該集在HBO Max的被觀看時數估計達到75億9680萬分鐘。有觀眾注意到在該集的其中兩個鏡頭中，可以短暫看見劇組人員的身影；那些人影在數天後被以數位後製方式去除。

### 評價
根据評論匯總网站爛番茄汇总的31篇评论文章，100%的评论家给予该作正面评价，平均打分为8.8分（满分10分）。该网站总结的评论家共识是“喬爾與艾莉的關係在《血濃於水》中迎來轉捩點，該集相對地柔和，並聚焦於佩德羅·帕斯卡迄今最吸引人的演出。”《IndieWire》的史蒂夫·葛林（Steve Greene）認為日巴尼奇的導演表現替劇中的杰克逊增色不少；《影音俱樂部》的大衛·寇特（David Cote）稱讚她出色地拿捏該集中的各種基調，並在文中稱《血濃於水》「可能是（該劇）目前為止最佳的視覺饗宴。」《IGN》的賽門·卡迪（Simon Cardy）讚賞該集的攝影表現，將之與經典西部片如《搜索者》（1956年）和（1969年）比美。
《極客巢穴》的伯納德·布（Bernard Boo）稱帕斯卡與貝拉·拉姆齊的演出「可能是最佳表現……以他們各自的演藝生涯而言」。帕斯卡將該集呈交給第75届黄金时段艾美奖的主辦單位，以角逐該屆最佳戲劇類影集男主角的提名。《TVLine》將帕斯卡列為當週的最佳演出者，舉其感情詮釋和情緒演出當作理據；《Push Square》的亞倫·貝恩（Aaron Bayne）認為帕斯卡成功讓「堅毅不拔的男子氣概與不堪一擊的脆弱之處」在喬爾身上並存，《影音俱樂部》的寇特則讚賞了他對湯米的獨白。喬爾恐慌發作的畫面變成了網路迷因，用以表達焦慮和恐懼。《io9》的傑曼·路西爾（Germain Lussier）覺得拉姆齊的演出在艾莉與喬爾起口角的片段發光發熱，《IGN》的卡迪稱讚帕斯卡與拉姆齊在動情和搞笑之間切換的本事。劇評人中意帕斯卡與盧納之間的火花，《Push Square》的貝恩認為盧納的演出是「喬爾的美妙對位」，點出兩人之間的家人之情和隱含的緊張感。《华盛顿邮报》的吉恩·帕克（Gene Park）點名稱讚露蒂娜·衛斯理、葛拉罕·葛林與伊萊恩·邁爾斯；《Polygon》的彼特·佛克（Pete Volk）覺得後兩者脫穎而出，希望看到他們更多的戲份。
劇評人褒獎麥辛的編劇功力。《io9》的路西爾覺得《血濃於水》整集都與「活著」（survival）這個概念有關，刻劃了世事難料下不同角色的所行所想，正是全劇的醍醐味。《Total Film》的布萊德利·羅素（Bradley Russell）稱讚劇本對幽默的運用以及喬爾與湯米之間的互動，並認為喬爾與艾莉之間的衝撞雖然收得太過不留痕跡，仍然是該劇至此最棒的片段之一。《影音俱樂部》的寇特抱持類似看法，他欣賞麥辛筆下的台詞，有的幽默、有的乘載情感，而且從不畫蛇添足。《The Verge》的亞歷克斯·克蘭茲（Alex Cranz）認為該集藉由刪除原作遊戲的動作情節使故事步調更佳。《The Escapist》的達倫·穆尼（Darren Mooney）與《Inverse》的戴斯·約翰斯頓（Dais Johnston）稱讚劇中對杰克逊認可共产主义的安排，以後末日題材故事而言屬實令人耳目一新。許多劇評人注意到劇中出現月经杯並予以好評，指出女性生理用品在同類作品中常被忽略。《IGN》的卡迪和《Push Square》的貝恩覺得結局稍显倉促。

## 外部連結
- 互联网电影数据库上血濃於水的资料（英文）
- 豆瓣电影上《血濃於水》的資料 （简体中文）